# ARM Cortex-A8
ARM Cortex-A8은 ARM 홀딩스가 라이선스하고 ARMv7-A 아키텍처를 구현하는 32비트 프로세서 코어이다.
ARM11과 비교하여, Cortex-A8은 듀얼 이슈 슈퍼스칼라 디자인으로, 대략 두 배의 클럭당 명령어 처리 횟수를 달성한다. Cortex-A8은 소비자 기기에서 대규모로 채택된 최초의 Cortex 디자인이었다.

## 특징
Cortex-A8 코어의 주요 특징은 다음과 같다:
- 주파수 600 MHz부터 1 GHz 이상
- 슈퍼스칼라 듀얼 이슈 마이크로아키텍처
- NEON SIMD 명령어 세트 확장[3]
- 13단계 정수 파이프라인 및 10단계 NEON 파이프라인[4]
- VFPv3 부동소수점 장치
- Thumb-2 명령어 세트 인코딩
- Jazelle RCT (ThumbEE 명령어 세트로도 알려져 있음)
- 95% 이상의 정확도를 가진 고급 분기 예측 장치
- 통합 레벨 2 캐시 (0–4 MiB)
- 2.0 DMIPS/MHz

## 칩
다음과 같은 여러 시스템 온 칩(SoC)이 Cortex-A8 코어를 구현했다:
- 올위너 A1X
- 애플 A4
- 프리스케일 세미컨덕터 i.MX51[5]
- 록칩 RK2918, RK2906[6]
- 삼성 엑시노스 3110
- TI OMAP3
- TI 시타라 ARM 프로세서
- Conexant CX92755[7]

## 같이 보기
- ARM 아키텍처
- JTAG
- ARM 코어 적용 목록
- ARM 마이크로아키텍처 목록